# Ружичасти троугао
Ружичасти троугао је симбол различитих ЛГБТ идентитета. Првобитно је био намењен као ознака срама, али је касније постао позитиван симбол идентитета. Први пут је ушао у употребу за време другог светског рата у Нацистичкој Немачкој, као ознака у концентрационим камповима. Служио је за издвајање оних које је влада означила као хомосексуалне мушкарце од остатка заробљеника. У ову категорију су били убрајани мушкарци хомосексуалне и бисексуалне оријентације, али и трансродне жене. Седамдесетих година двадесетог века ружичасти троугао је оживљен као симбол протеста против хомофобије, и од тада је усвојен од стране ЛГБТ+ заједнице као симбол ЛГБТ прајда и покрета за ЛГБТ права.

## Историјат

### Идентификација нацистичких заробљеника
У нацистичким концентрационим камповима сваки заробљеник је био приморан да носи платнени беџ у облику једнакостраничног троугла кој показује надоле, чија је боја означавала разлог њиховог заточавања. У почетку су заточени хомосексуални мушкарци били разнолико означавани зеленим троуглом (ознака криминалаца), црвеним троуглом (ознака политичких затвореника), бројем 175 (референца на Параграф 175, који је био део казненог закона кој је криминализовао хомосексуалност) или словом А (што је значило Arschficker, односно содомит).
Касније је усвојено означавање ружичастог троугла за затворенике који су идентификовани као хомосексуалци, што је такође обухватало и бисексуалне мушкарце и трансродне жене. Лезбијке, бисексуалне жене и трансродни мушкарци нису били системски одвођени у притвор, али они који јесу били хапшени били су означавани црним троуглом и класификовани као асоцијални) Ружичасти троугао је такође служио као ознака сексуалних преступника, као што су силоватељи и педофили. У случају да је затвореник притом био и Јеврејин, троугао би се зашивао преко другог, жутог троугла кој је био окренут у супротном смету, да би ознака подсећала на Давидову звезду, какву су носили други Јеврејски заробљеници. Особе са ружичастим троуглом су биле окрутно третиране од стране свих, па чак и од других заробљеника.
Број оних којима је био додељен ружичасти троугао је немогуће заиста знати, али Ричард Плант, аутор књиге Ружичасти Троугао: нацистички рат против хомосексуалаца, даје грубу процену оних осуђених за хомосексуалност: "од 1933. до 1944. године негде између 50.000 и 63.000"
После евакуације и ослобођавања логора на крају другог светског рата, многи затвореници приведени за хомосексуалност су били поново притворени од стране Федералне републике Немачке коју су савезници успоставили. На пример, Ханс Дормер (Heinz Dörmer) је одслужио укупно двадесет година (прво у концентрационом логору, а онда у затвору нове републике) зато што је био отворено геј. Нацистички амандмани на Параграф 175, кој је хомосексуалност од мањег преступа претворио у кривично дело, је остао на снази у Источној Немачкој до 1968. а у Западној Немачкој до 1969. Западна Немачка је наставила да хапси и шаље у затвор оне који су се идентификовали као хомосексуалци све до 1994. под реведираном верзијом Параграфа, која је идаље сматрала везе између мушкараца до 21. године живота, као и мушку хомосексуалну проституцију, илегалним. Све парнице које су тражиле новчану одштету за ово су пропале, али се 2002. Немачка влада званично извинила ЛГБТ заједници.
Рудолф Бразда (Rudolf Brazda), један од последњих знаних хомосексуалаца који су преживели заробљеништво у концентрационом логору, је умро 3. августа 2011. у деведесет осмој години.

### Симбол геј права
Седамдесетих година двадесетог века, ново активни европски и северноамерички активисти за геј права су почели да користе ружичасти троугао да би подигли свест о његовој употреби у Нацистичкој Немачкој. 1972. године је мемоар под насловом Човек са ружичастим троуглом (Die Männer mit dem rosa Winkel), Хајнтца Хегера ( Heinz Heger), геј мушкарца кој је преживео концентрациони камп, почео да привлачи пажњу јавности. Као одговор на то, немачка gej активистичка група Homosexuelle Aktion Westberlin, је 1973. расписала позив геј мушкарцима да носе ружичасти троугао у знак сећања жртава и у знак протеста дискриминацији која идаље траје. У филму The Rocky Horror Picture Show, објављеном 1975, лик Др. Франк Н. Фуртера() носи ружичасти беџ у облику троугла на једном од својих костима. 1976, Питер Рехт (Peter Recht), Детлеф Штофел (Detlef Stoffel) и Кристина Шмерл (Christiane Schmerl) су направили немачки документарац Rosa Winkel? Das ist doch schon lange vorbei… (Ружичасти троугао? То је било пре толико времена...). Публикације као што су Сан Францисков Геј Саншајн (Gay Sunshine) и Торонтов Боди Политик (The Body Politic) су промовисале ружичасти троугао као знак сећања на оне који су били прогоњени.
Од осамдесетих година ружичасти троугао се све више користи не само као знак сећања него и као позитиван симбол личног идентитета и идентитета заједнице. Уобичајено представља хомосексуални идентитет и мушкараца и жена, и све је више интегрисан у логое организација које су са њима повезане. Лого Марша на Вашингтон за лезбијска и геј права је био силуета куполе зграде конгреса Сједињених Америчких Држава у чијој се позадини налазио ружичасти троугао.
АКТ АП (ACT UP) - илити AIDS Coalition To Unleash Power, је формирана 1987. у Њујорку од стране шест геј активиста, и циљ јој је био да скрене пажњу на прекомерни утицај који је болест имала на хомосексуалне и бисексуалне мушкарце, и на очигледан утицај геноцидалне хомофобије која је успоравала напредак у медицинском истраживању. Ова група је усвојила обрнути ружичасти троугао на црној позадини и слоган "ТИШИНА=СМРТ" ("SILENCE = DEATH") као свој лого. Ружичасти троугао који показује нагоре се намерно користи у неким случајевима као контраст ономе како су га нацисти користили. Покрет Пинк Пантера( Pink Panthers Movement) у Денверу, у Колораду, су искористили ружичасти троугао са пантерском шапом која има канџе као свој лого. Ово је адаптација оригиналне Пинк Пантер Патроле(Pink Panthers Patrol) из Њујорка.
Деведесетих година двадесетог века ружичасти троугао кој се налази у зеленом кругу се уобичајено користио симбол кој идентификује сигуран простор(safe spaces) за припаднике ЛГБТ заједнице у школама и на послу.
Ружичасти троугао је служио као основа за "биуглове" (енгл."biangles"), симбол бисексуалног идентитета, кој се састоји од ружичастих и плавих троуглова који се преклапају у љубичасту зону. Ружичаста и плава симболизују хомосексуалност и хетеросексуалност, женски и мушки пол и афинитет бисексуалаца према оба.

## Споменици и комеморације
Симбол ружичастог троугла је интегрисан у бројне јавне споменике. 1995, после деценије вођења кампање, плакета ружичастог троугла је постављена испред Дахау меморијалног музеја да се не би заборавила патња хомосексуалних мушкарца и жена током другог светског рата. 2015. ружичасти троугао је додат на Легаси Валк (Legacy Walk) у Чикагу. Такође је основа дизајна Хомоспоменика(Homomonument) у Амстердаму и цпоменика гејевима и лезбијкама који су доживели холокауст у Сиднеју. У Сан Франциску је био инспирација за парк ружичастог троугла ( Pink Triangle Park in the Castro) и за ружичасти троугао од 4000m2 кој се излаже на Твин Пиксу (Twin Peaks) сваке године током прајд викенда. Такође је основа ЛГБТ споменика у Барселони, Ситгесу, Монтевидеу.
До 1985. постојала је незванична забрана стављања венаца са ружичастим троугловима на ратни споменик Сентопат (the Cenotaph) у Великој Британији. Такви венци су били склањани чим су били примећени.